# Leporano
Leporano est une commune italienne de la province de Tarente, dans les Pouilles.

## Histoire

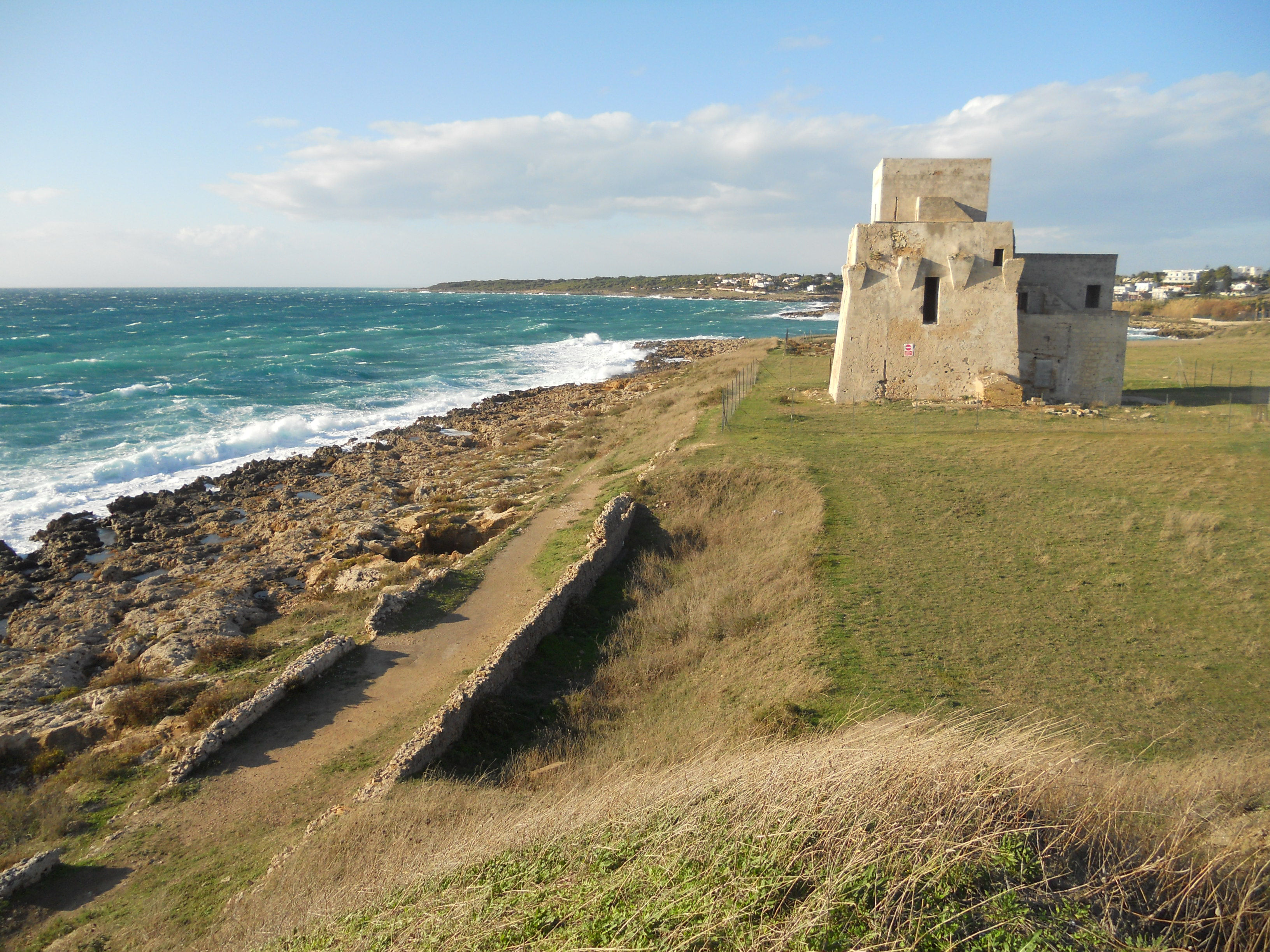
La Torre di Saturo.

- Le parc archéologique de Saturo, site archéologique entre les plages de Porto Pirrone et celle de Saturo, riche en témoignages archéologiques du centre urbain du même nom, autrefois parmi les plus importants de la région de Tarente. Sur le site, il est possible de visiter les vestiges d'une ancienne villa romaine (IIIe siècle), la Torre di Saturo (XVIe siècle) et d'autres vestiges qui remontent à une période historique allant du XVIe siècle av. J.-C. à la Seconde Guerre mondiale.
- Le château Muscettola (XIIe et XIIIe siècles).

## Administration
| Période                                  | Période  | Identité        | Étiquette | Qualité |
| ---------------------------------------- | -------- | --------------- | --------- | ------- |
| 7 juin 2003                              | En cours | Domenico Pavone | UDC       |         |
| Les données manquantes sont à compléter. |          |                 |           |         |

### Hameaux
- Frazioni : San Giovanni, Chiazzelli, Pegna, Lucignano, Spartifeudo, Crocefisso, Piano della Compra, Enfiteusi, Luogovivo, Porcile, San Marco, Lamastella, Saguerra, Lama, Piantata Grande, Gioiosa, Baracca, Perone, Saturo, Il Pizzo, Gandoli, Santa Lucia, Coccioli, Palumbo.

### Communes limitrophes
Pulsano, Tarente.